# Pseudorabdion talonuran
Pseudorabdion talonuran — вид змій родини полозових (Colubridae). Ендемік Філіппін.

## Поширення і екологія
Pseudorabdion talonuran відомі з типової місцевості, розташованої на західних схилах гори Маджа-ас на острові Панай. Вони живуть на стрімких гірських схилах, у вологих гірських тропічних лісах з великою кількістю мохів і епіфітів, на висоті від 1410 до 1500 м над рівнем моря.

## Збереження
МСОП класифікує цей вид як вразливий. Pseudorabdion talonuran може загрожувати знищення природного середовища.